# Mohamed Lahyani

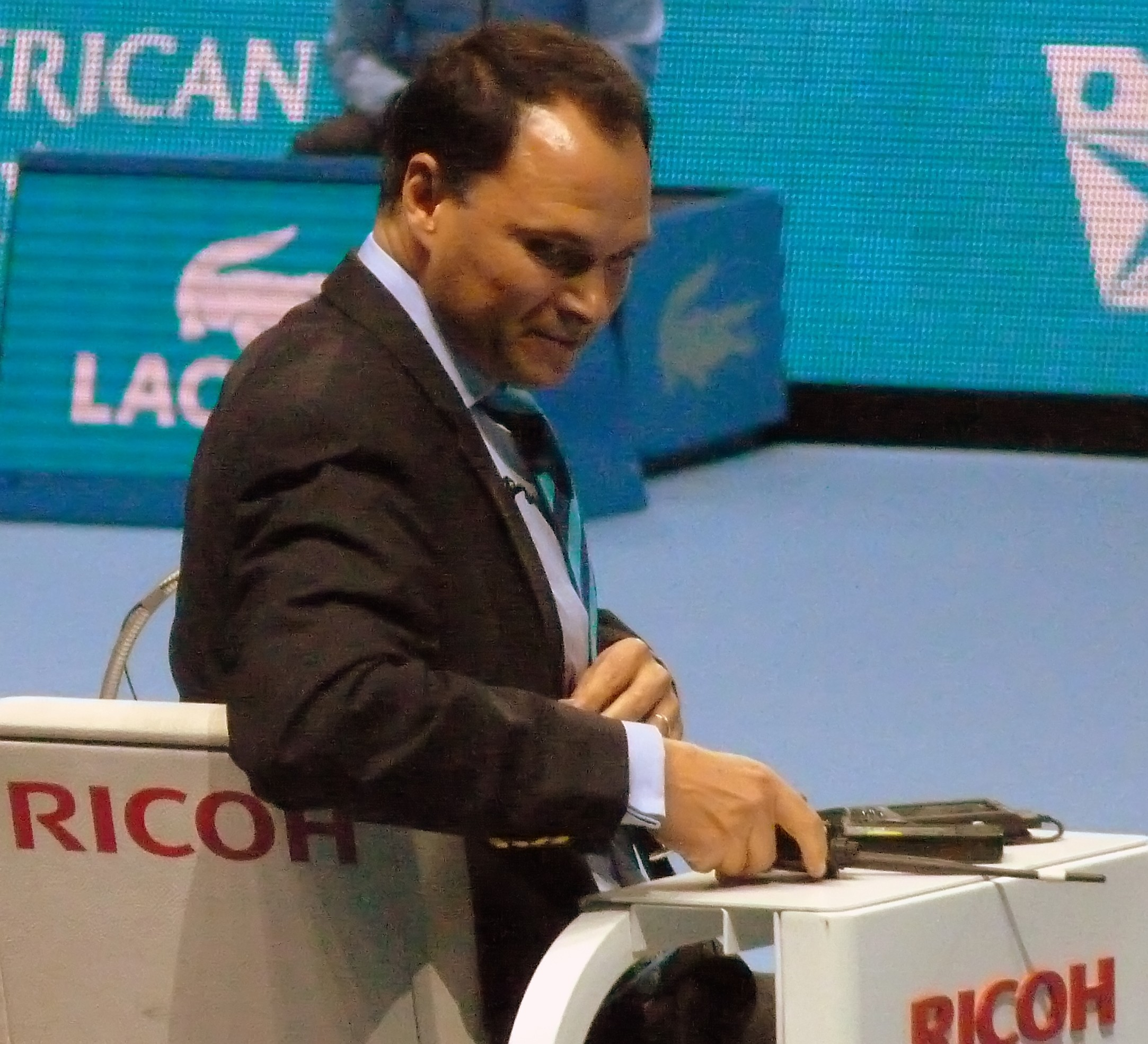
Mohamed Lahyani en la final del ATP World Tour Finals 2011.

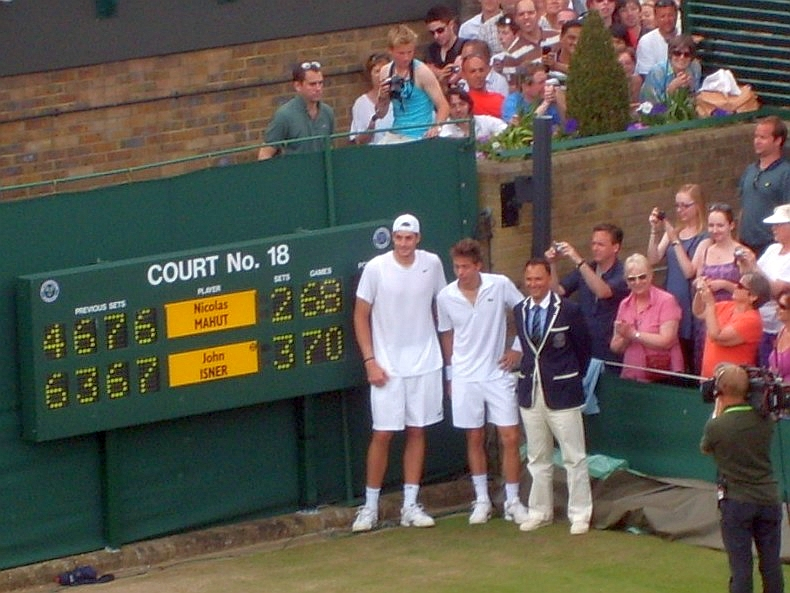
Mohamed Lahyani a la derecha de John Isner y Nicolas Mahut.

Mohamed Lahyani (27 de junio de 1965) es un árbitro internacional de tenis sueco.

## Biografía
Sus padres, de origen marroquí, emigraron a Suecia cuando tenía un año. Se crio en Upsala, a 78 km de Estocolmo.
Empezó como juez de línea durante los Juegos Olímpicos de Barcelona 1992.
Es uno de los árbitros más famosos del circuito ATP. Desde 1993 ha intervenido en todas las ediciones del Torneo de Wimbledon, dirigiendo la final de 2013 y obtuvo el certificado de oro en 1997, la certificación más alta posible de la Federación Internacional de Tenis. Ha arbitrado más de 5.000 juegos durante su carrera, y está entre los 10 mejores árbitros de tenis (en The Tennis Space).
Fue el árbitro del famoso partido Isner-Mahut de Wimbledon 2010, que duró más de 11 horas.